# Chat-Brûlé
La Chat-Brûlé est une variété de poire de table.

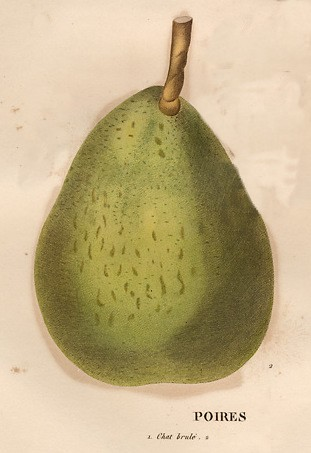
Chat-Brûlé, planche de botanique de Jaume Saint-Hilaire (1772-1845).

## Synonymes
- Chat-Rôti.
- Rougeaude.
- Pucelle.
- Pucelle de Saintonge.
- Kamper-Vénus.
- Chat[1],[2].

## Origine
Les Hollandais l'appellent poire de Vénus et disent que les Romains la connaissaient déjà.

## Arbre
Rameaux : bois assez faible, rameaux peu nombreux et réfléchis.
Yeux : à écailles entr'ouvertes, gros, arrondis.
Culture : fertilité exceptionnelle, vigueur chétive.

## Fruit
Fruit : taille au-dessous de la moyenne, de forme turbinée,  obtuse.
Épiderme : d'un vert fauve qui tourne au brun jaunâtre.
Pédicelle : peu long, grêle, il est renflé au point d'attache.
Œil : grand, régulier, très ouvert, à peine enfoncé.
Chair : blanchâtre, demi-cassante, devenant tendre à l'entière maturité, un peu pierreuse vers le cœur.
Qualité : peu juteuse, assez sucrée mais sans parfum agréable.
Maturité : novembre.